# Kiết gié trắng
Kiết gié trắng (danh pháp khoa học: Carex perakensis) là một loài thực vật có hoa trong họ Cói. Loài này được C.B.Clarke mô tả khoa học đầu tiên năm 1894.